# Gorozika (Arrazua de Vizcaya)
Gorozika es una entidad de población española del municipio de Arrazua de Vizcaya, perteneciente a la provincia de Vizcaya, en la comunidad autónoma del País Vasco.

## Demografía
En 2023, la entidad singular de población tenía empadronados 44 habitantes.